# عبد الرحمن الفرا
عبد الرحمن محمد الفرا (1889 - 1969)، هو سياسي فلسطيني، ورئيس بلدية خان يونس في قطاع غزة في الفترة 1936-1957.